# Stazione di Balsorano
Stazione di Balsorano vasútállomás Olaszországban, Balsorano településen.

## Vasútvonalak
Az állomást az alábbi vasútvonalak érintik:
- Avezzano–Roccasecca-vasútvonal

## Kapcsolódó állomások
A vasútállomáshoz az alábbi állomások vannak a legközelebb:
- Stazione di Roccavivi
- Stazione di Ridotti-Collepiano